# Ленинская улица (Находка)
Ле́нинская у́лица — улица в историческом центре города Находки. Представляет собой пешеходный бульвар протяжённостью 600 метров, растянувшийся от Находкинского проспекта до Муниципального центра культуры. В СМИ упоминается также как местный Арбат.

## История
В прошлом район Ленинской улицы представлял собой дикую падь, покрытую естественной растительностью, посреди протекала речка (Цицевай). По воспоминаниям старожила Н. И. Щербаковой, «вместо улицы Ленинской проходил глубокий ров, на дне его протекал ручей».
В 1950-е годы этот район носил название «Пятачо́к» — предположительно, по названию близлежащего озера (ныне ковш бухты Находка). В 1890-е годы здесь разместилось приусадебное хозяйство Эккермана, которое занималось выращиванием овощных культур для последующего сбыта во Владивосток и Сучан.
В 1930—1940-е годы на Ленинской улице и улице Луначарского размещались лагерные зоны ГУЛАГ, заключённые которых были заняты на строительстве порта. После окончания войны в 1950-е годы началась застройка района при участии японских военнопленных. С открытием пассажирского сообщения появляются автобусные остановки «Пятачок-1» (Тихоокеанская), «Пятачок-2» (Ленинская). В 1961 году улица Московская была переименована в Ленинскую. В 1958 году открыт Дом культуры моряков, ставший культурным центром Находки. В 1959 году по случаю 100-летия открытия бухты Находка (российскими моряками) в начале улицы установлено два корабельных якоря, впоследствии рядом расположенная площадь получила название Якорной. На площади проходили праздничные демонстрации на 1 мая и 7 ноября, а якоря оставались единственной достопримечательностью молодого города. В 1980—1990-е годы на аллеи улицы Ленинской ежегодно в мае проходила ярмарка мёда (ярмарка пчеловодов) с бесплатной раздачей всем желающим блинов с мёдом.

## Современное состояние
Улица застроена 3-этажными жилыми домами-сталинками. На первых этажах этих зданий размещаются магазины, банки, развлекательные центры и рекламное агентство. На аллее вдоль улицы с 1950-х годов действовали фонтаны (в 2000-е гг. переоборудованы в цветочные клумбы), дважды менялись декоративные ограждения, с аллеи в сторону ДКМ открывался вид на высокий постамент с бюстом Ленина (в 2000-е года перенесён в скверик у памятника павшим в Гражданской войне). В 2010 году в рамках реализации муниципальной программы по созданию «аллеи звёзд» в брусчатке аллеи были заложены первые гранитные звёзды с именами знаменитых находкинских спортсменов.
Из заведений советских времён на улице сохранились Центральная городская аптека и магазин «Старый Центр» (прежде 26-й). На месте прежнего кафе «Ракушка» в 2000-е годы выстроен 4-этажный жилой дом.
Во время летних тайфунов улица сильно подтапливается.